# Усадьба С. М. Рукавишникова
Усадьба С. М. Рукавишникова — архитектурный ансамбль в историческом центре Нижнего Новгорода. Построена в период эклектики в 1875—1877 годах. Автором проекта здания является московский архитектор П. С. Бойцов. Усадебный комплекс, расположенный на Верхневолжской набережной, формирует речную панораму Нижнего Новгорода, закрепляя угол пересечения набережной и улицы Пискунова, играя важную градостроительную роль. Является одним из важнейших и известнейших архитектурных памятников города.
Сегодня это главное здание Нижегородского государственного историко-архитектурного музея-заповедника. Весь исторический комплекс сегодня — объект культурного наследия Российской Федерации.

## История

### Предыстория
Территория, на которой расположен комплекс, входила в пределы Малого острога, фортификационного сооружения средневекового Нижнего Новгорода. Предположительно, цепь дерево-земляных укреплений острога возводилась с 60-х годов XIV века и, по некоторым данным, на месте усадьбы располагалась одна из деревянных башен (Георгиевская), к воротам которой поднимались два крутых съезда от берега реки Волги. С другой стороны в башню упиралась улица Егорьевская, шедшая вдоль линии укреплений под углом от Происхожденческого (Крестовоздвиженского) монастыря, располагавшегося в районе памятника В. П. Чкалова. Деревянные укрепления Малого острога были разобраны к началу XVIII века, но земляной вал сохранился. Территория долгое время была окраиной города. Бровка высокого берега Волги, перерезанная оврагами, была неудобной для строительства.
Планы Нижнего Новгорода времён классицизма второй половины XVIII — начала XIX веков, не затрагивали данный участок: вплоть до 1830-х годов откос и склоны были заняты огородами, банями и служебными зданиями усадеб, расположенных на улице Жуковской (Минина). На фиксационном плане 1792 года на участке указана незначительная деревянная застройка, расположенная вдоль средневекового вала. Большая часть земли была не застроена. С востока к участку примыкал двор с огородом подканцеляриста Ивана Житенина. За валом был построен каменно-деревянный дом с огородом секунд-майора Фёдора Бухвалова. По плану 1799 года на месте современного комплекса располагалась усадьба, строения которой группировались на углу проложенной по линии бывших укреплений Малой Печёрской улицы и ещё только формирующейся Жуковской улицы. Выход усадьбы к волжскому откосу пустовал.
Красная линия будущей Верхневолжской набережной была определена в 1830-х годах, что стало результатом масштабной строительной программы «высочайше повеленных работ». Первый приезд в Нижний Новгород императора Николая I в октябре 1834 года дал старт проекту. Проект набережной, выполненной губернским архитектором И. Е. Ефимовым и инженером П. Д. Готманом, был высочайше утверждён в 1835 году. Надзор за работами осуществлял инженер А. И. Поднозов. К осени 1839 года было выравнено и покрыто булыжником полотно набережной.
Каменное строительство на набережной началось в 40-х годах XIX века и шло медленно из-за невыгодности возведения каменных зданий на окраинной территории города. К середине века были возведены корпуса Мартыновской больницы и Мариинского института благородных девиц, а также несколько частных домовладений, в числе которых и дом нижегородского купца третьей гильдии Серапиона Везломцева, который занимал часть территории будущего ансамбля усадьбы Рукавишникова. Главный дом усадьбы Везломцева представлял собой образцовый проект в стиле позднего классицизма. В 1868 году усадьбу Везломцева с торгов приобрёл купец первой гильдии, мануфактур-советник Михаил Григорьевич Рукавишников. Согласно описной книге 1871 года каменный двухэтажный дом с надворным строением был оценён в 4 тыс. рублей.
В 1874 году М. Г. Рукавишников умирает, процесс передачи наследства растягивается до конца 1875 года. В 1886 году владельцем усадьбы значился Сергей Михайлович Рукавишников, в 1890-х годах — Иван, Сергей, Митрофан, Николай и Евгения Ивановна Рукавишниковы. В июне 1891 года единственным владельцем снова стал С. М. Рукавишников.

### Проектирование усадьбы
Проектных чертежей сегодня существующего здания в архивах не обнаружено. Исследователям известны другие проекты перестройки старого особняка С. Везломцева. Датируемый маем 1875 года проект предусматривал надстройку дома ещё одним этажом в уровне мезонина. Надзор за работами принимал на себя известный нижегородский инженер-архитектор Р. Я. Килевейн. Второй проект, подписанный Килевейном и С. Г. Рукавишниковым, предусматривал более серьёзную перестройку здания в духе эклектики. Задуманный проект не был осуществлён. Возросшее богатство Рукавишниковых требовало возведения нового здания, которое могло репрезентировать богатство рода. В книге Ивана Сергеевича Рукавишникова «Проклятый род» содержится цитата о будущем доме, выражавшая мечты богатого наследника: «Будущий дом велик и прекрасен. Тысяча каменщиков будут строить. Чертежи-планы из Москвы и из Петербурга. И будет дом-дворец. И во дворце сто комнат. И зал в два света. И лестница — мрамор, какого нет нигде. И будет дворец тот стоить ровно миллион… Пусть весь город ахнет. Пусть со всей Волги полюбоваться съезжаются. Где стоять дворцу тому? Не в улице же узкой, где дома по обе стороны. А на набережной на верхней…».
Для будущей постройки неслучайно был выбран стиль эклектики, успех которого объяснялся бурным развитием капитализма и эстетическими вкусами крупных промышленников и купцов пореформенного периода. Купечество стремилось «крикливой громоздкостью подчеркнуть господство денег, свою волю и влияние». Востребованность эклектики объяснялась стремлением буржуазии самоутвердится в российском обществе, что породило своеобразный культ роскоши. Всё это относилось и к Рукавишниковым — выходцам из небольшого уездного города Балахны, переехавших в Нижний Новгород в 1810-х годах с перемещением в город Макарьевской ярмарки.
Литературные источники указывают в качестве автора проекта усадьбы московского архитектора Петра Самойловича Бойцова, а отделку фасадов приписывают Михаилу Осиповичу Микешину — автору памятников Тысячелетие России в Великом Новгороде, Екатерине II в Санкт-Петербурге, Богдану Хмельницкому в Киеве и др. Авторство Бойцова подтверждается архивными сведениями, связанными с его неудачной попыткой в 1890 году получить от Императорской Академии художеств звание академика. В списке выполненных работ значился и дом С. М. Рукавишникова в Нижнем Новгороде. Авторство Микешина находится под вопросом. Причина, по которой Рукавишников выбрал Бойцова и Микешина, не ясна. Первый, на тот момент, не был известным архитектором, слава пришла к нему в 80-90-х годах. Поскольку он не имел права на производство самих строительных работ, большую роль в возведении здания сыграл инженер-архитектор Роберт Яковлевич Килевейн. Авторство убранства особняка не установлено. Автором живописных плафонов парадной лестницы, в бальном зале и аванзале, являлся художник Фома Гаврилович Топоров.

### Строительство
Начало работ можно ориентировочно датировать 1875 годом. Тогда, по сведениям А. С. Гасицкого, были уничтожены остатки древнего земляного вала. К этому же времени начало работ относил краевед Н. Ф. Филатов. В июле 1876 года в усадьбу проводится водопровод, для чего на территории было возведено специальное одноэтажное здание для размещения локомобиля — механизма, предназначенного для накачивания воды. Дата окончания работ — 1877 год — указана над главным входом в здание. Тем не менее, в 1879 году ещё не была окончена внутренняя отделка здания. Хозяин здания был вынужден пользоваться только частью дома, проживая в верхнем этаже. Предположительно, все работы завершились в 1879-м или начале 1880 года.
Исследователи обращают внимание на то, что здание не было возведено с нуля, а являлось, по сути, реконструкцией старой усадьбы. Т. П. Виноградова установила, что в объём возведённого дворца было включено старое здание, оставшееся от С. Везломцева. Вывод был подтверждён анализом поэтажных планов двух зданий и исследованиями, проведёнными в процессе реставрации. В западной части дворец практически полностью сохраняет планировочную структуру старого дома. По мнению исследователей, причиной этому стали как экономические соображения, так и волеизъявление «покойного родителя или живой в то время матери». С. М. Рукавишников в период строительства жил на проценты, не проявляя интереса к экономической деятельности, уделяя внимание лишь коневодству.
- Парадная лестница
- Один из залов особняка
- Скульптуры фасада и знак окончания строительства «1877»
- Парадный балкон
- Главный фронтон

### Дальнейшая история
Собственником усадьбы С. М. Рукавишников оставался вплоть до своей смерти в 1914 году. Из истории дореволюционного периода известно лишь о прокладке в здание нового водопровода в 1906 году. Облик усадьбы на рубеже XIX — ХХ столетий неоднократно оказался запечатлён известным нижегородским фотографом М. П. Дмитриевым, по фотоснимкам которого были изданы видовые почтовые открытки.
В советский период комплекс был экспроприирован. В главном здании в марте-июне 1918 года разместился губернский музей. В 1919 году с территории усадьбы выселили сыновей бывшего владельца — Ивана и Митрофана Рукавишниковых, принимавших участие в работе по организации музея. В 1920-х годах велись ремонтные работы во внутренних помещениях. В 1927 году была проведена реконструкция к празднованию десятилетия Октябрьской революции.
В 1935 году был проведён новый комплекс ремонтно-реставрационных работ, которые продолжались в послевоенное время. В 1980-х годах ежегодно проводились работы по восстановлению скульптурных и архитектурных элементов фасадов и убранства здания. По старому образцу были воссозданы ворота, ведущие на территорию. Решением Горьковского облисполкома № 559 от 3 ноября 1983 года комплекс взят на охрану как памятник архитектуры областного (по ныне действующему законодательству — регионального) значения.
На рубеже XX—XXI прекратилось финансирование восстановительных работ и памятник пришёл в аварийное состояние. В 1997—2010 годах была проведена масштабная реставрация.

## Постройки ансамбля
- Главный дом

Главный дом, выстроенный в духе итальянского палаццо со стилизованными формами и деталями барокко, занимает восточный угол усадьбы. Богато декорированный лепниной и скульптурными изображениями, трёхэтажный особняк выходит главным фасадом на Верхне-Волжскую набережную и выступает акцентом в её застройке. Экстерьер представлен разнообразными архитектурными элементами: рустованными лопатками и сегментным полуфронтоном входной части, двумя слабо раскрепованными ризалитами, балконом второго этажа и высоким аттиком над разорванным фронтоном, междуэтажными профилированными поясами, профилированными наличниками окон. Парапет небольшого выноса украшен вазонами, подоконные ниши — лепными композициями. Лепнина выполнена с использованием флоральных мотивов: лиственные гирлянды спускаются с наличников длинными фестонами. Замковые камни окон первого этажа выполнены в виде листа аканта или маскаронов (львиных голов). Плиту парадного балкона поддерживают кронштейны, лежащие на спинах скульптур атлантов. В центральной части расположен фризовый пояс, опирающийся на гермы с женским торсом. В ризалитах и на боковых фасадах пояс поддерживают кариатиды. Главный фронтон и фронтон с волютами над входом отмечены скульптурами в виде сидячих женщин в греческих одеяниях. По сторонам дверного проёма расположены гермы старцев. Скульптуры ангелочков в различных вариациях украшают третий этаж и венчающую часть ворот с картушем и вензелем владельца.
- Флигель

Двухэтажный кирпичный оштукатуренный флигель, выстроенный в духе академической эклектики с элементами классицизма и барокко, располагается в центральной части усадьбы. В уровне второго этажа связан с главным домом переходом. Главный фасад имеет богатое убранство в виде подоконных и междуэтажного поясов, венчающего карниза, нишами с лепными картушами и заполнениями простенков виде цепочек вертикально вытянутых овалов. Венчает фасад барочный аттик с лучковым завершением и круглым световым окном с лепниной. По скруглённым углам здания устроены прямоугольные филенки с лепниной в виде вертикальных цепочек листьев. Все окна имеют профилированные наличники и украшены сандриками в виде разорванных замковыми камнями треугольных фронтонов; в уровне первого этажа тимпаны фронтонов дополнены картушами с лепными гирляндами, в уровне второго — композициями из круглых картушей.
- Служебный корпус

Служебный корпус, фиксирующий юго-восточный угол усадьбы, соединён со зданием флигеля. Архитектурное решение выполнено в едином духе со зданием флигеля и имеет аналогичное убранство. Фасад, выходящий на улицу Пискунова имеет богатый лепной декор: профилированные карнизы, пояски «сухариков» и лепных розеток, филенки, украшенные лепниной в виде вертикальных цепочек листьев, сандриков с лучковыми перемычками с плечиками и замками в виде круглых картушей и аканта в простенках и др. Над крайними тремя осями устроен барочный аттик с лучковым завершением и круглым световым окном с лепным обрамлением.
- Конюшенный корпус

Вытянутое прямоугольное здание было надстроено вторым этажом в советское время. В 2000-х годах из современных материалов был восстановлен декор: поясок круглых небольших розеток и вертикальная цепочка из листьев.
- Кирпичная ограда с воротами

Участок усадьбы ограждён высокохудожественной кирпичной оградой с воротами и калиткой. Ворота воссозданы в ходе реставрации, в частности заполнение высокохудожественного литья, восстановленное по фотографиям.
- Экспозиции Нижегородского государственного историко-архитектурного музея-заповедника